# Titanic Belfast

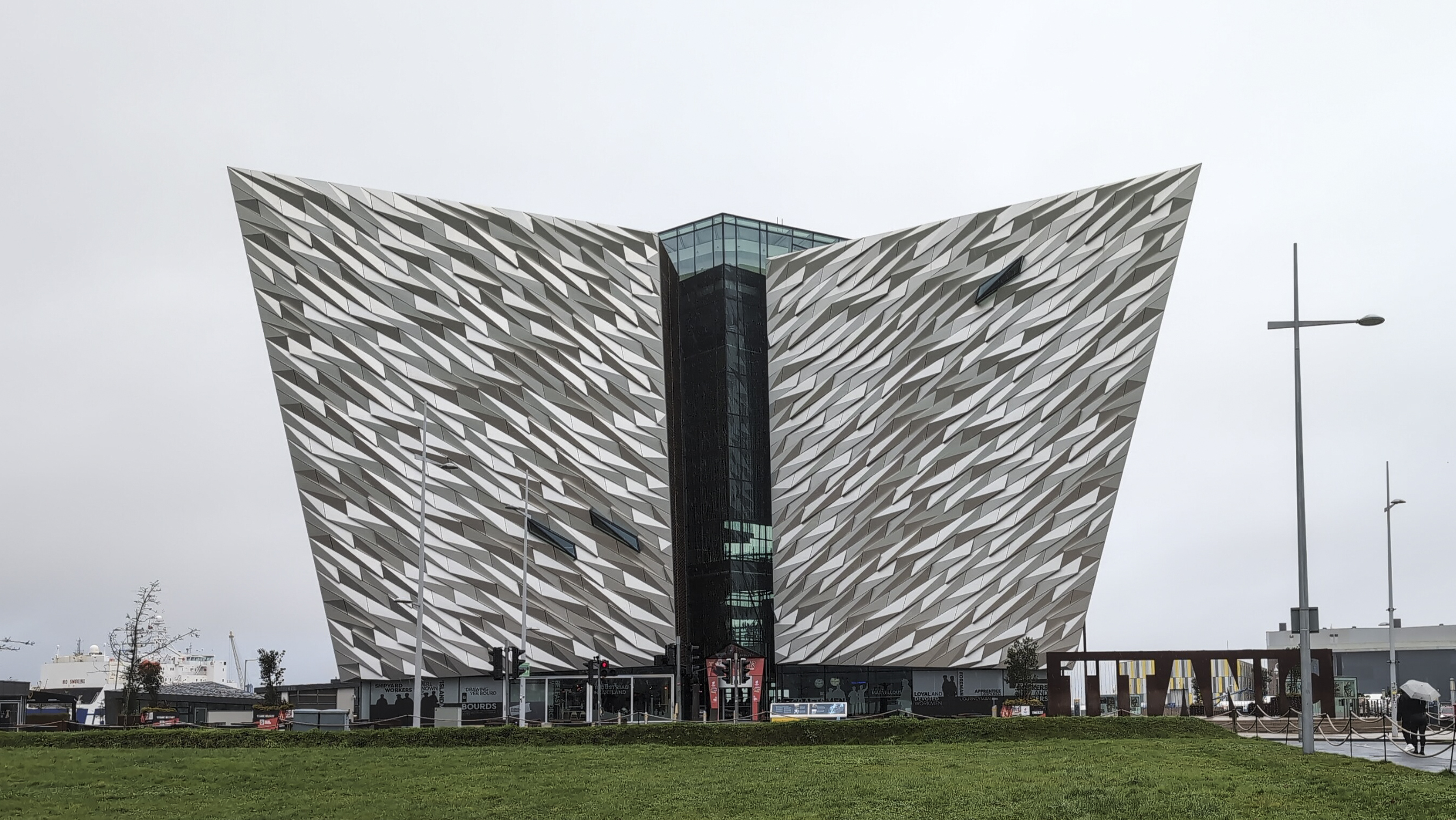
Titanic Belfast

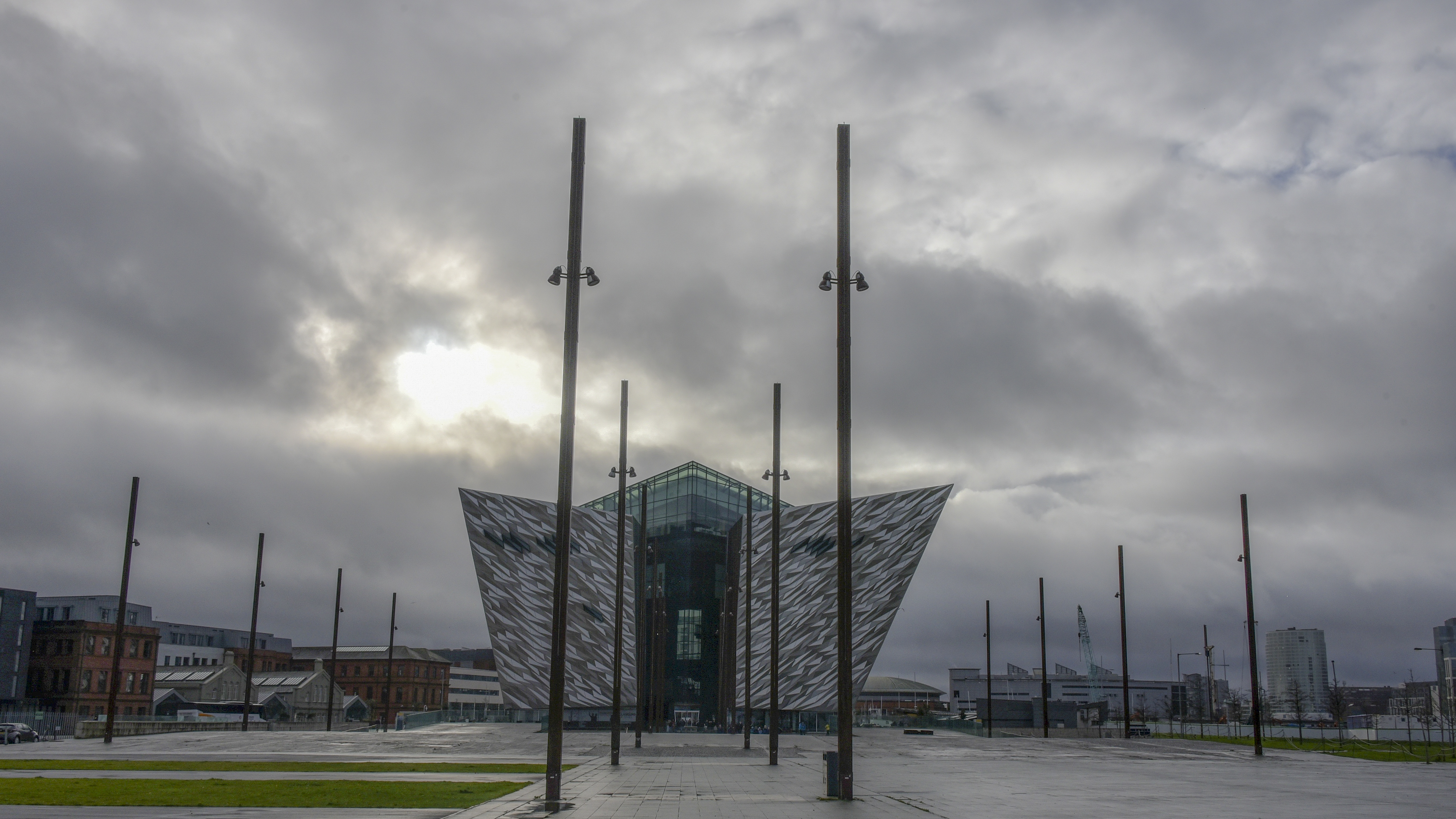
Olympics scheepshelling (links) en Titanics scheepshelling

Titanic Belfast is een in 2012 geopend museum, een monument voor het maritieme erfgoed van Belfast op het terrein van de voormalige scheepswerf Harland & Wolff in het Titanic Quarter van de stad waar de RMS Titanic werd gebouwd. Het museum evoceert de verhalen van de Titanic, die een ijsberg raakte en zonk tijdens haar eerste reis in 1912, en haar zusterschepen RMS Olympic en de HMHS Britannic. Het gebouw heeft meer dan 12.000 vierkante meter vloeroppervlak, waarvan het grootste deel in beslag wordt genomen door een reeks galerijen, privézalen en gemeenschapsfaciliteiten.
De opening van het museum in 2012 markeerde de honderdste verjaardag van de eerste vaart vanaf Southampton op 10 april 1912 richting New York en ondergang van de Titanic op 15 april 1912. Op Titanic Quarter herinneren een aantal erfgoedsites aan de Titanic zoals onder meer het Thompson Dock waar de Titanic na zijn tewaterlating werd afgebouwd. Ook het oude hoofdkwartier van Harland & Wolff en de SS Nomadic, het enige nog resterende schip van de White Star Line zijn er nog te zien.

## Historiek
Het gebouw staat op Queen's Island, een stuk land bij de ingang van Belfast Lough dat halverwege de 19e eeuw op het water werd gewonnen. Scheepsbouwers Harland & Wolff bouwden er enorme scheepshellingen en droogdokken om de gelijktijdige bouw van de Olympic, Titanic en de Britannic mogelijk te maken. De crisis in de scheepsbouw in Belfast liet een groot deel van het gebied braakliggend achter. De meeste in onbruik geraakte structuren op het eiland werden gesloopt. Een aantal erfgoedelementen werd op de monumentenlijst geplaatst, waaronder de scheepshellingen van de Olympic, Titanic en de Britannic en de iconische Samson en Goliath kranen. Belfast Lough werd in 2001 hernoemd in Titanic Quarter met de bedoeling om het gebied te regenereren.

## Toerisme
Het eerste jaar bezochten 807.340 mensen het museum en overtrof daarmee de verwachtingen. 471.702 toeristen kwamen van buiten Noord-Ierland. In 2015 waren er 625.000 bezoekers.

Titanic Belfast
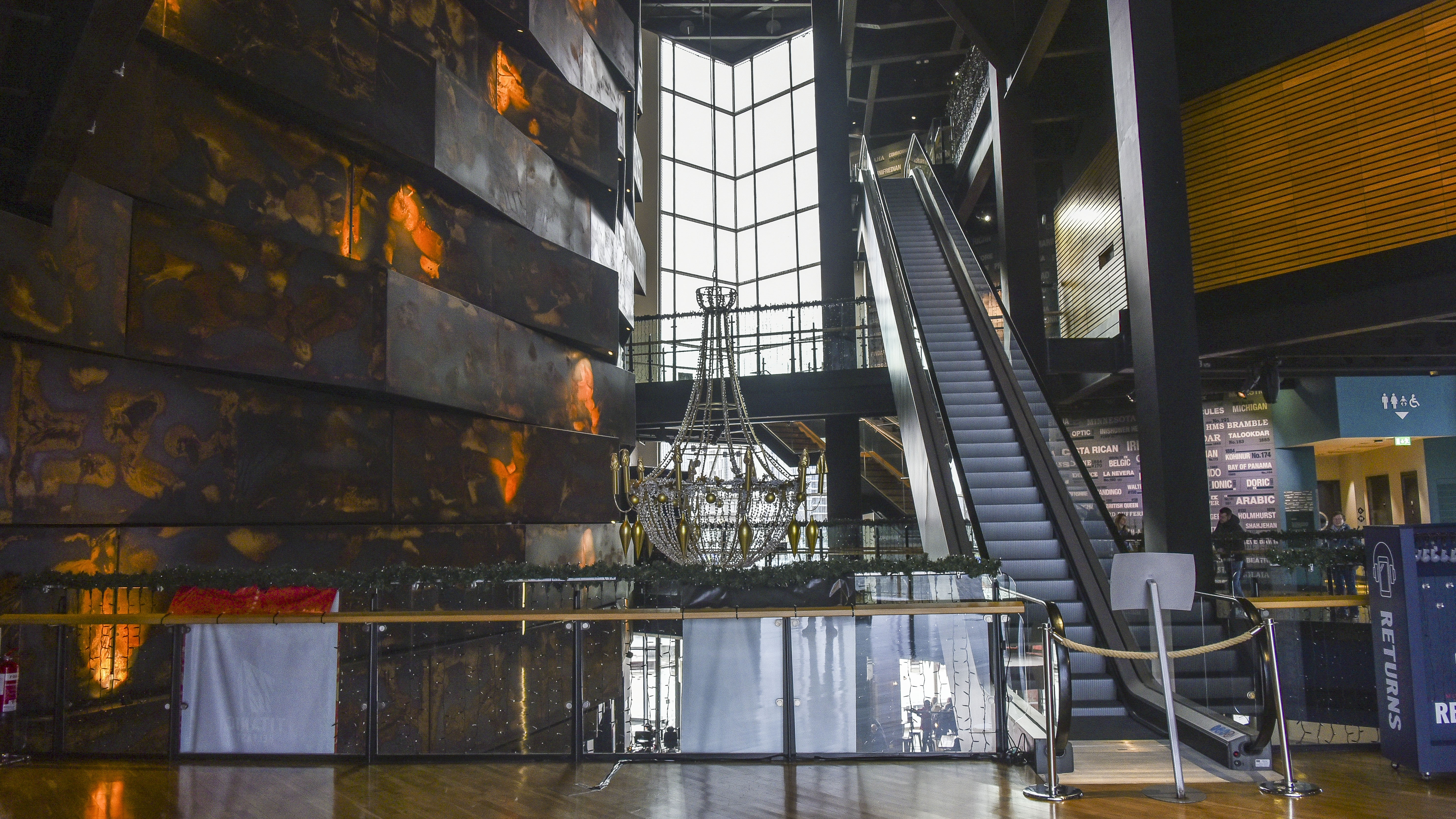
Op de eerste verdieping
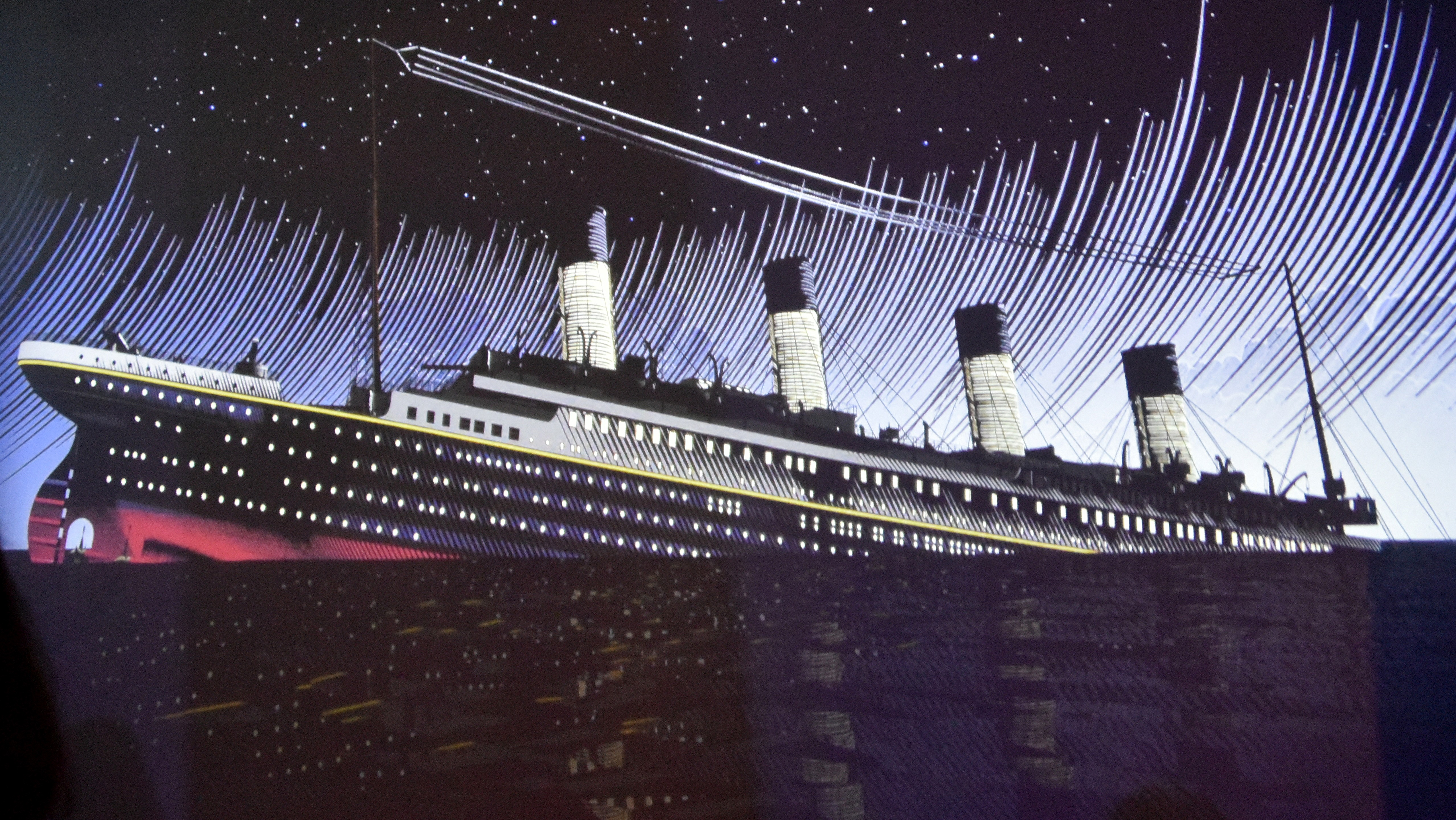
Titanic zinkend
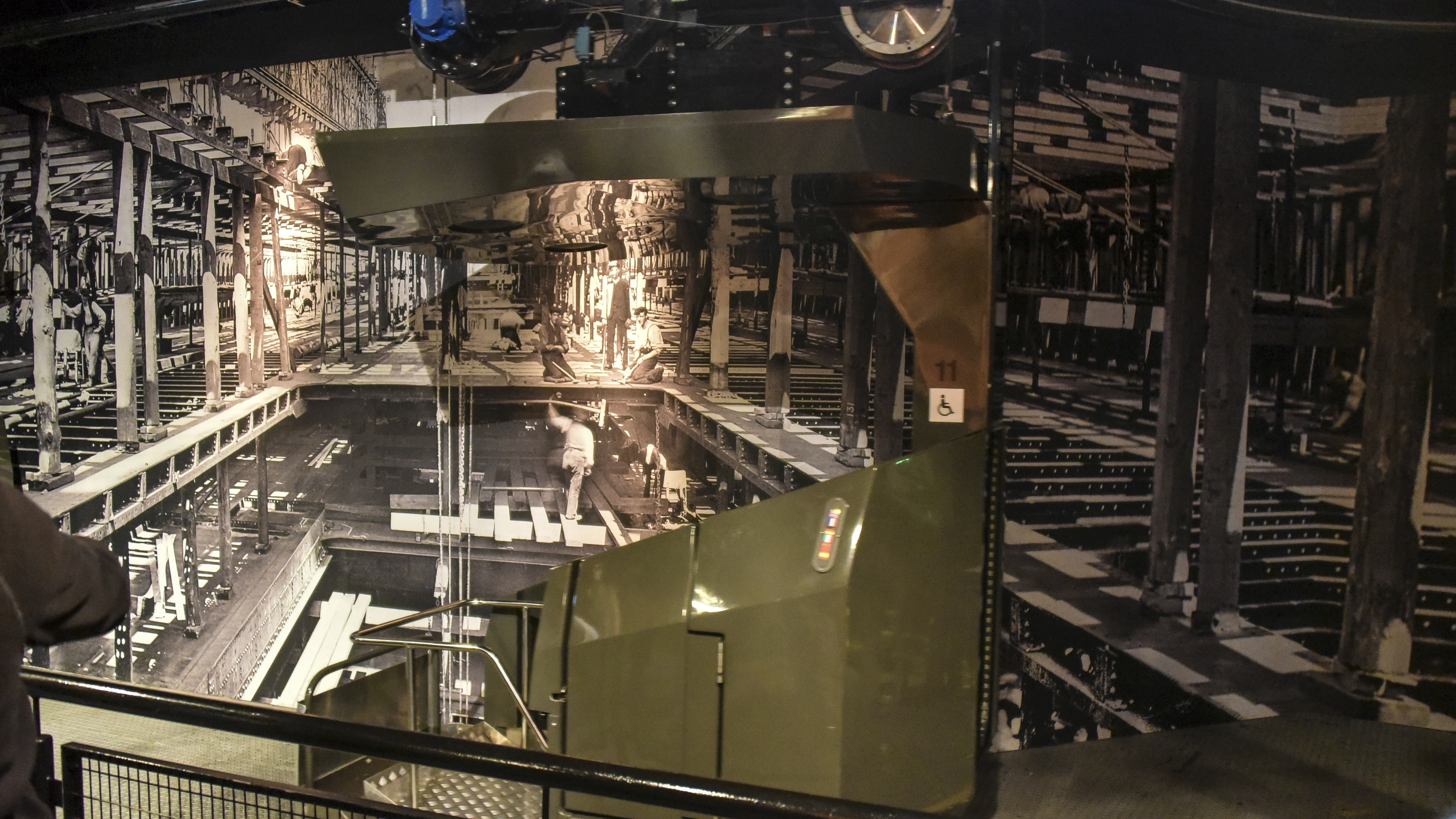
Gondel die de bezoeker doorheen een deel van het gebouw voert

Titanic Belfast had een recordjaar in 2017/18 met 841.563 mensen die de toeristische attractie bezochten. In 2016 won Titanic Museum de World's Leading Tourism Attraction Award mee naar huis tijdens de World Travel Awards. 84% van zijn bezoekers kwamen van buiten Noord-Ierland. Het was de op één na meest bezochte toeristische attractie in Noord-Ierland in 2019 met meer dan 800.000 bezoekers. Koningin Elizabeth II, en Robert Ballard, de man die de Titanic ontdekte, waren prominente bezoekers.

## Ontwerp en constructie
Het ontwerpen van het concept werd toevertrouwd aan architectenbureau Eric Kuhne and Associates. Het gebouw weerspiegelt de geschiedenis van de scheepsbouw in Belfast en de industriële nalatenschap van Harland & Wolff. De hoekige vorm weerspiegelt de vorm van scheepsbogen, met de belangrijkste "boeg" in een hoek in het midden van de scheepshellingen van de Titanic en Olympic in de richting van de rivier de Lagan. 3.000 afzonderlijke zilvergeanodiseerde aluminium platen bedekken het grootste deel van het gebouw. Het is 38 meter hoog, zoals ook de romp van de Titanic was.
Het gebouw kostte 88,7 miljoen euro zonder de 27,6 miljoen euro studiekosten. De fundering vroeg het gieten van 4 200 m³ beton die door 700 vrachtwagens in 24 uur werden aangeleverd. 

### Interieur
Het interieur van het acht verdiepingen tellende gebouw biedt 12.000 m² aan ruimte. Een aantal interpretatieve galerijen werpt licht op de bouw, het ontwerp, het zinken en de nalatenschap van de Titanic. Op de bovenste verdieping van het museum bevindt zich de grootste conferentie- en ontvangstruimte van Belfast, de Titanic Suite, een banketzaal met 750 zitplaatsen. Een reproductie van de originele trap op de Titanic, beroemd geworden door de James Cameron film Titanic in 1997, bevindt zich in dit conferentiecentrum.

Titanic Quarter
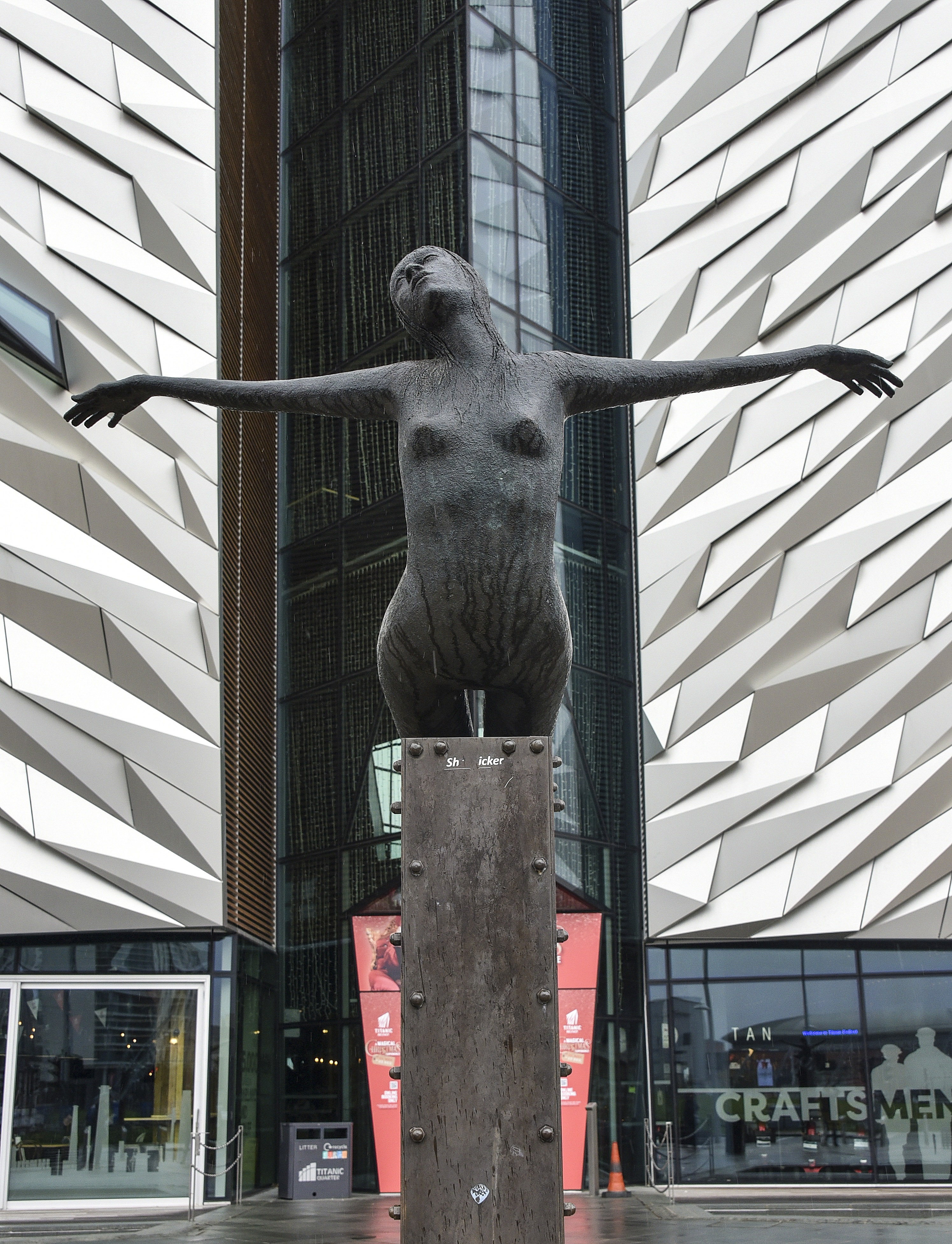
Titanica door Rowan Gillespie
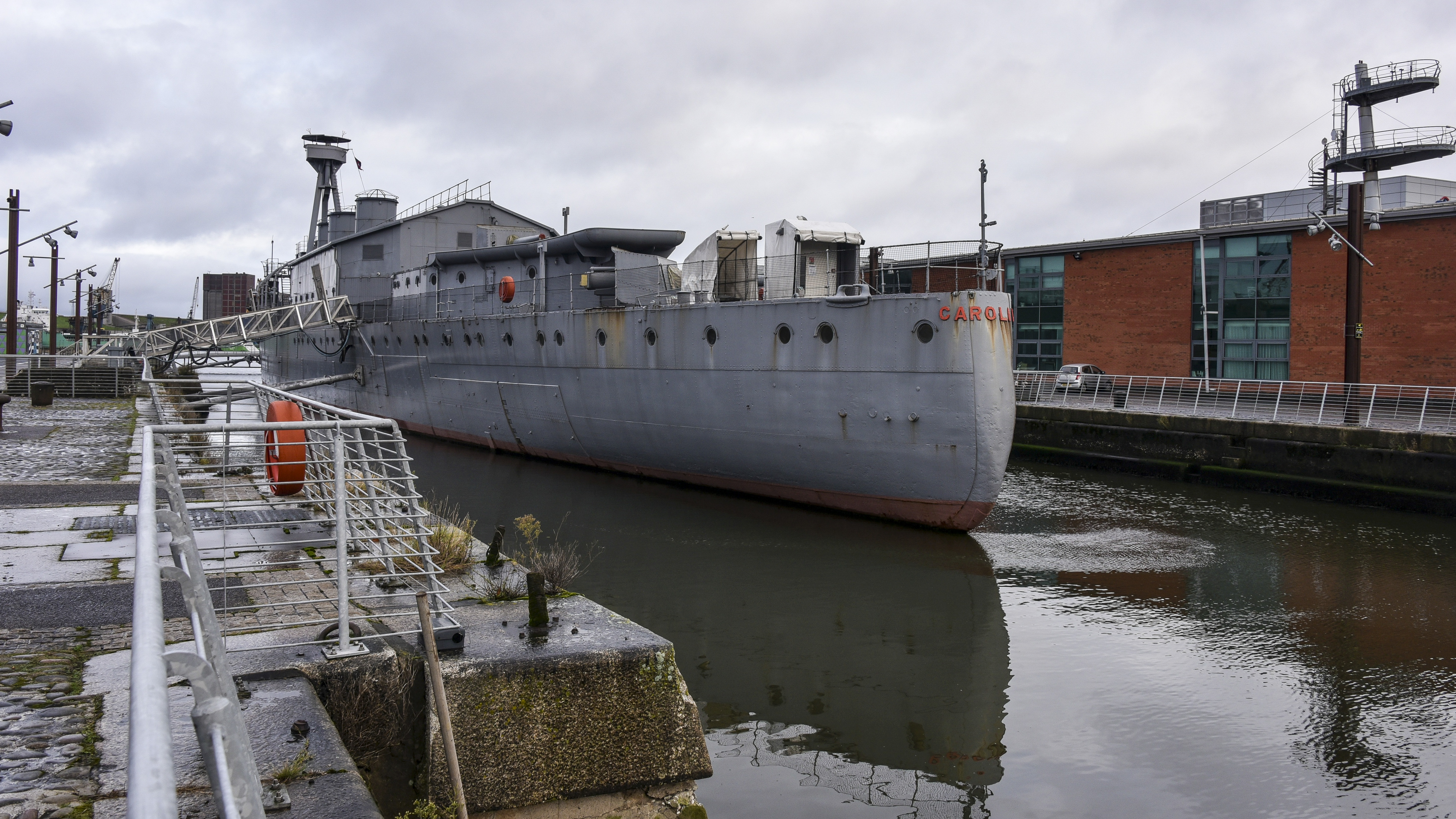
HMS Carolina, de enige overlevende van de zeeslag bij Jutland
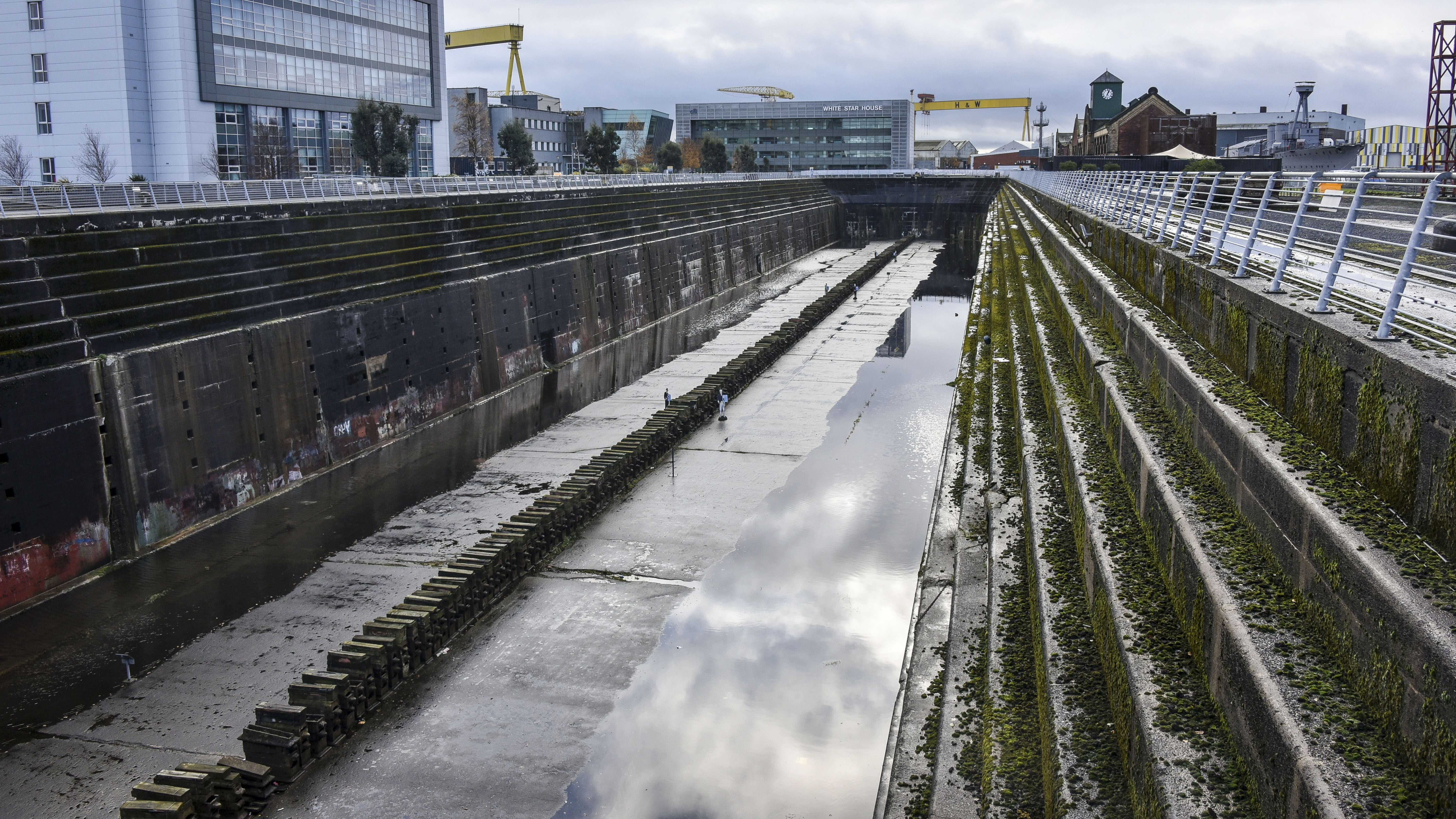
Thompson Dock
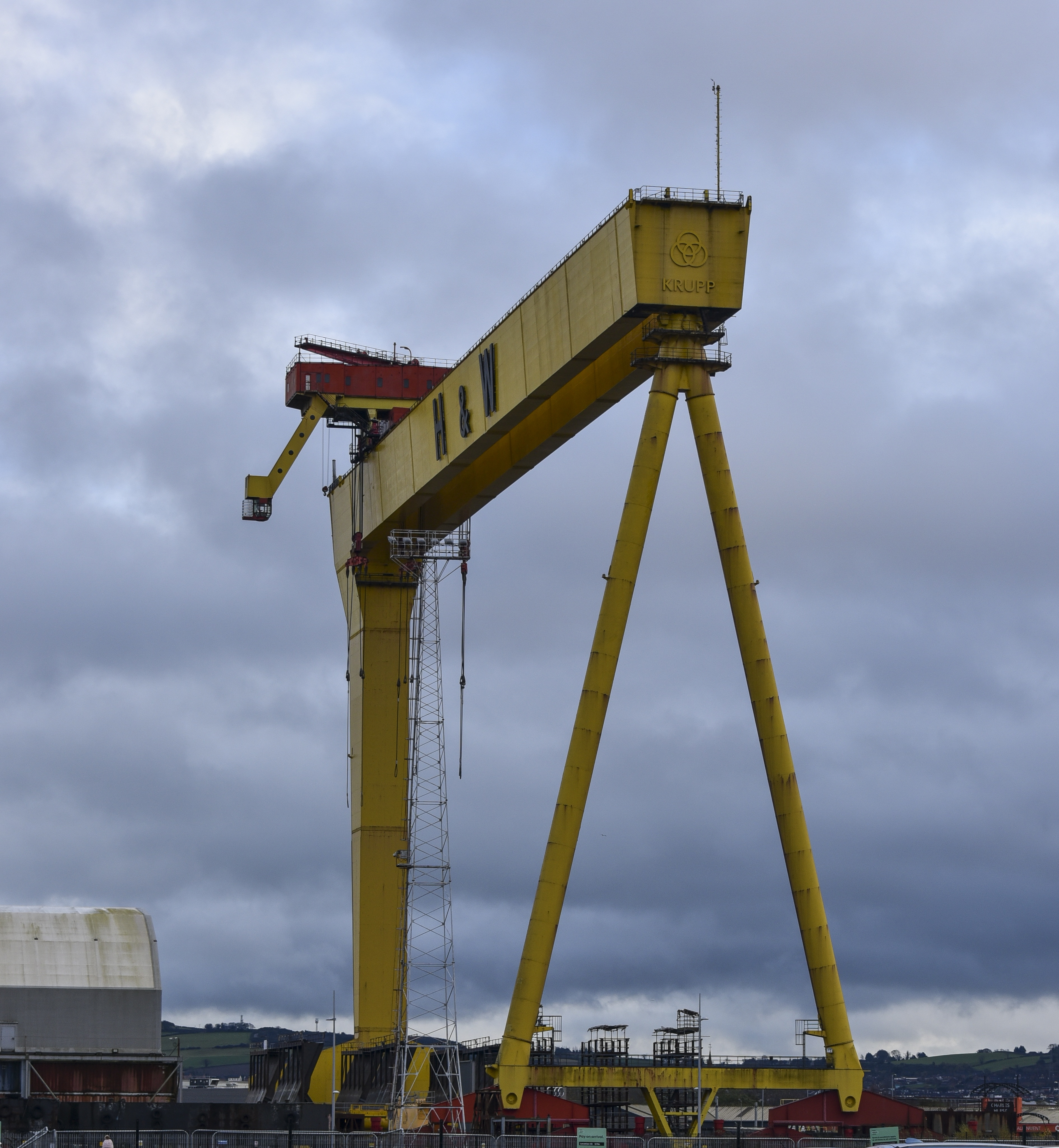
Kraan Goliath
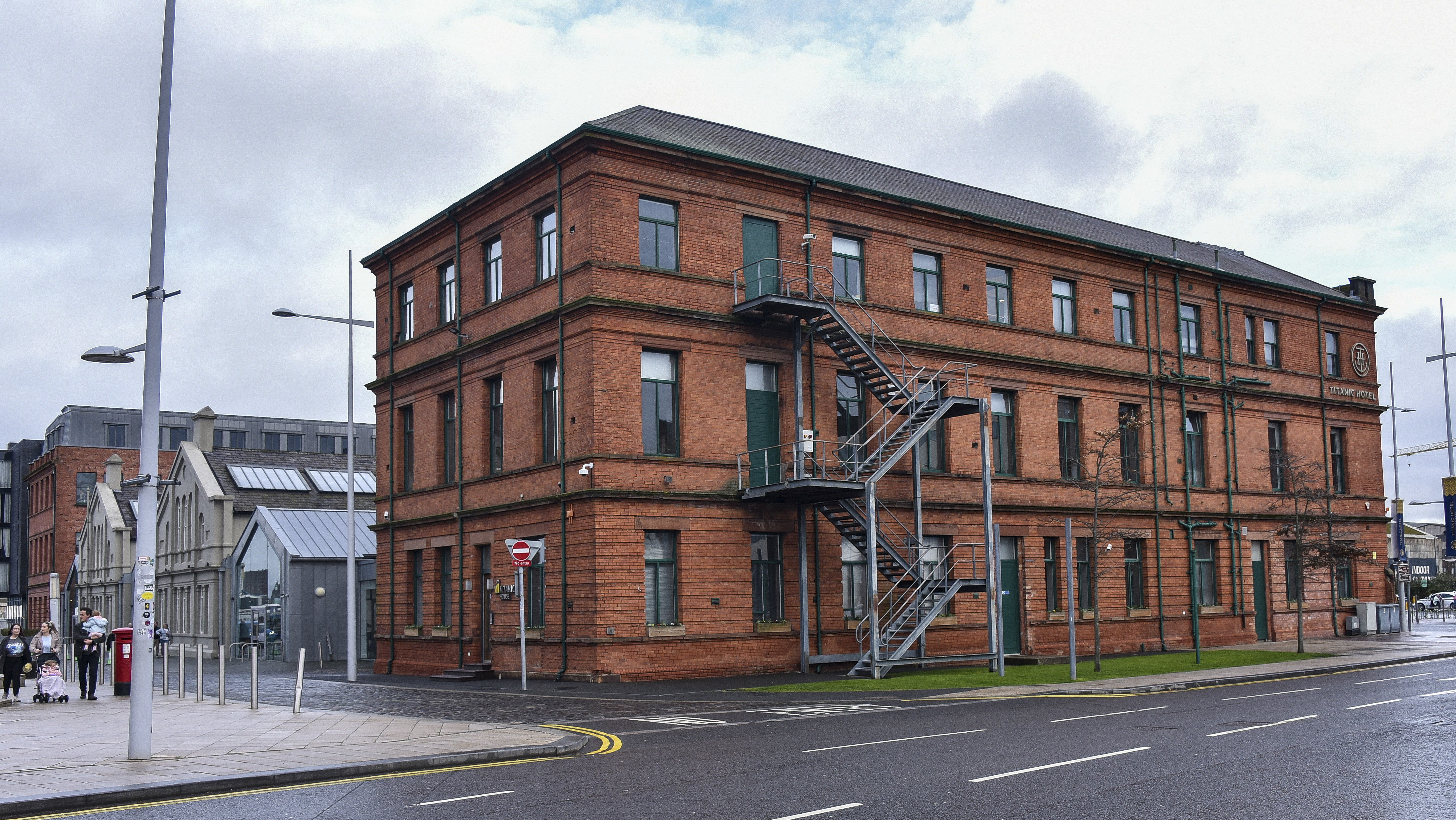
Titanci Hotel, voormalig hoofdgebouw Harland & Wolff